# Robert Tillmanns

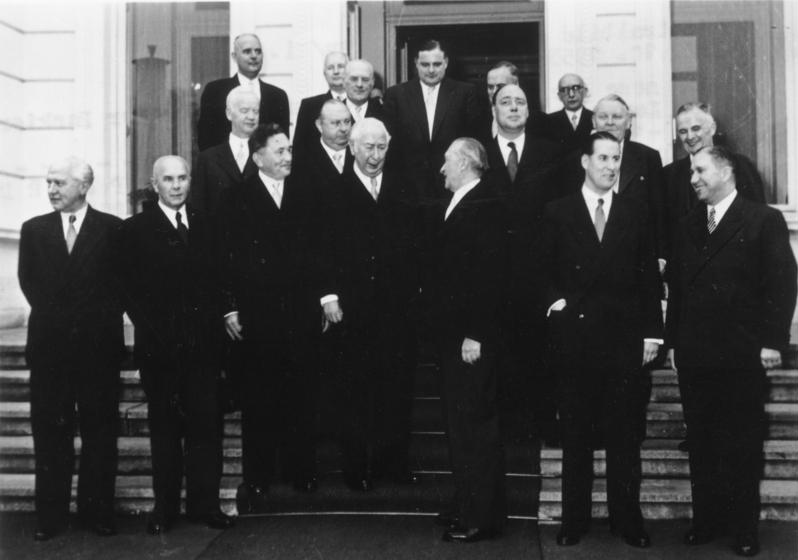
Das Kabinett Adenauer II 1953: Robert Tillmanns (im Bild ganz rechts oben)

Robert Tillmanns (* 5. April 1896 in Barmen; † 12. November 1955 in Berlin-Charlottenburg) war ein deutscher Politiker (CDU). Er war von 1953 bis zu seinem Tode Bundesminister für besondere Aufgaben.

## Leben und Beruf
Tillmanns war ein Sohn des Lithographen Johannes Tillmanns und dessen Ehefrau Elisabeth, geb. Senf. Nach dem Abitur 1914 am Barmer Gymnasium nahm Tillmanns bis 1918 als Soldat am Ersten Weltkrieg teil. Danach studierte er von 1919 bis 1921 Staatswissenschaften. 1921 wurde er bei Robert Wilbrandt an der Eberhard-Karls-Universität Tübingen mit einer Arbeit über Die wirtschaftlichen Grundlagen des Hochschulstudiums in Deutschland zum Dr. rer. pol. promoviert.
Von 1921 bis 1929 war er als stellvertretender Hauptgeschäftsführer der Wirtschaftshilfe der Deutschen Studentenschaft e. V. tätig und in dieser Eigenschaft 1925 an der Gründung der Studienstiftung des deutschen Volkes beteiligt. Ab 1931 arbeitete er als Regierungsrat im preußischen Kultusministerium, aus dem er 1933 aus politischen Gründen entlassen wurde. Danach war er bis 1945 in der Mitteldeutschen Montan-Industrieverwaltung tätig.
Nach Kriegsende war er bis 1949 Generalsekretär des Hilfswerks der Evangelischen Kirchen in Deutschland.
Tillmanns war seit 1925 mit Herta Naegelsbach (1904–1995) verheiratet und hatte drei Töchter.

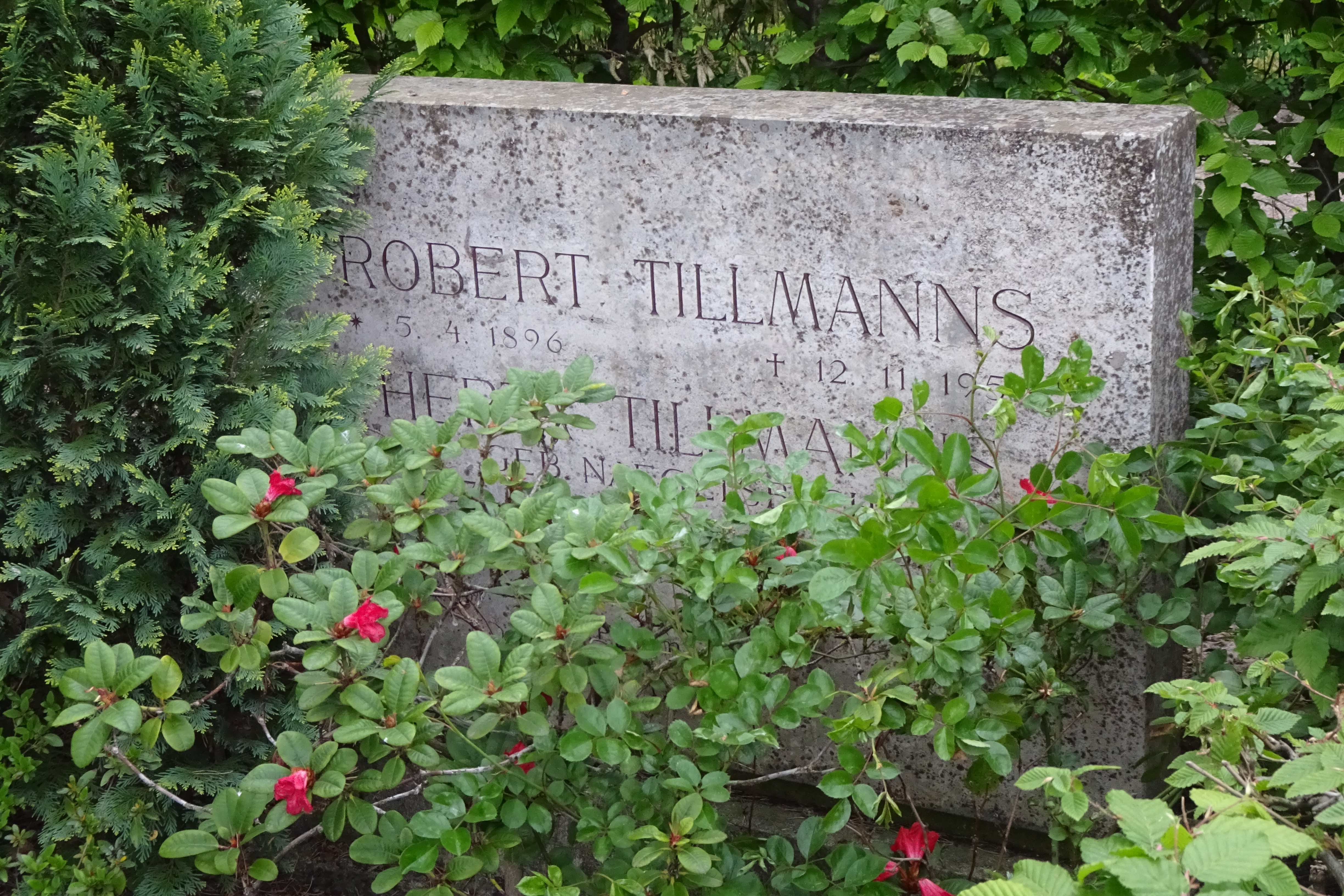
Grabstätte

Robert Tillmanns starb 1955 im Alter von 59 Jahren in Berlin. Sein Grab befindet sich auf dem Evangelischen Kirchhof Nikolassee in Berlin.

## Partei
Nach dem Zweiten Weltkrieg gehörte er 1945 gemeinsam mit Jakob Kaiser und Ernst Lemmer zu den Mitbegründern der CDU in Berlin und der Sowjetischen Besatzungszone. Auf der 2. Jahrestagung der Ost-CDU im September 1947 im Berliner Admiralspalast wurde er als Beisitzer in den Zonenvorstand gewählt. Nach der Teilung des Landesverbandes Berlin 1948 arbeitete er in West-Berlin weiter, war von 1949 bis 1952 zunächst stellvertretender Vorsitzender und ab dem 26. April 1952 bis zu seinem Tode Vorsitzender des CDU-Landesverbandes Berlin. Auf dem Gründungsparteitag der Bundes-CDU im Oktober 1950 in Goslar wurde er zum Mitglied des ersten CDU-Bundesvorstandes gewählt, ab 1955 war er stellvertretender Bundesvorsitzender. Im Jahr 1952 begründete er den Evangelischen Arbeitskreis der CDU/CSU mit, als deren Bundesvorsitzender er seit 1954 amtierte.

## Abgeordneter
Von 1946 bis 1947 war er Mitglied des Landtages von Sachsen.
Von 1949 bis zu seinem Tode war er als Berliner Abgeordneter Mitglied des Deutschen Bundestages. Von 1950 bis 1953 war Tillmanns zudem Mitglied der Parlamentarischen Versammlung des Europarates.

## Öffentliche Ämter
Nach der Bundestagswahl 1953 wurde Tillmanns am 20. Oktober 1953 zum Bundesminister für besondere Aufgaben in die von Bundeskanzler Konrad Adenauer geführte Bundesregierung berufen und vertrat während seiner Amtszeit das Kabinett im Ältestenrat des Deutschen Bundestages. Er gehört zu den wenigen Bundesministern, die im Amt verstorben sind.